# Tinodes chinchinus
Tinodes chinchinus is een schietmot uit de familie Psychomyiidae. De soort komt voor in het Oriëntaals gebied.